# Skylab 3
Skylab 3 (SL-3) fu il secondo equipaggio della stazione spaziale degli Stati Uniti d'America Skylab.

## L'equipaggio
Contemporaneamente all'annuncio ufficiale degli equipaggi per le missioni Skylab 2 e Skylab 4, la NASA il 19 gennaio 1972 rese pure noto al pubblico l'equipaggio per la missione Skylab 3.
Comandante della missione venne nominato Alan Bean, l'astronauta che nel 1969 nel corso della missione dell'Apollo 12 era stato il quarto uomo a porre il piede sulla Luna. Pilota della missione venne nominato Jack Lousma mentre la scelta dello scienziato-astronauta cadde sull'ingegnere elettronico Owen K. Garriott. Lousma e Garriott non erano volati nello spazio in precedenza.
L'equipaggio di riserva era composto da Vance Brand come comandante, dal pilota Don Lind e dallo scienziato William Lenoir.
Come per lo Skylab 2, l'equipaggio di supporto (Support Crew) fu composta da Robert Crippen, Richard Truly, Henry Hartsfield e William E. Thornton.
Ancora durante la fase di preparazione della missione dello Skylab 3, il comandante Alan Bean venne nominato come comandante dell'equipaggio di riserva per il programma Apollo-Sojuz, programmato per luglio del 1975.
La missione venne condotta ufficialmente sotto la denominazione di Skylab 3, anche se spesso viene nominata come Skylab 2 (come per esempio indicato sullo stemma della missione), in quanto si trattò del secondo equipaggio della stazione spaziale stessa.

## La preparazione
Il lancio della stazione spaziale, eseguito con la denominazione ufficiale di Skylab 1 era stato eseguito il 14 maggio 1973. Durante il lancio era stato distrutto uno scudo termico nonché un pannello solare della stazione spaziale stessa. Per questo motivo il lancio del primo equipaggio venne eseguito con dieci giorni di ritardo. Dall'altra parte invece, il lancio dello Skylab 3 venne anticipato di tre settimane per non lasciare il laboratorio spaziale troppo a lungo privo di equipaggio.
Parte del razzo vettore Saturn IB era già stato consegnato durante l'estate del 1971, ma la capsula spaziale poté appena essere assemblata definitivamente al razzo l'8 giugno 1973. Il 17 giugno il razzo, che si trovava sull'apposita rampa di lancio, fu colpito più volte dal fulmine. Dopo ulteriori accertamenti e collaudi, diverse strutture e strumenti di bordo dovettero essere completamente sostituite.
Come per la missione precedente fu programmato che gli astronauti dello Skylab 3 eseguissero dei lavori di riparazione della stazione spaziale. Lo scudo termico, che era stato distrutto durante il lancio dello Skylab, era stato sostituito da un'apposita vela solare montata dall'equipaggio dello Skylab 2. Questa vela impediva l'esposizione diretta ai raggi solari, però la soluzione era sin dall'inizio stata pensata come provvisoria. Pertanto sarebbe stato compito dell'equipaggio dello Skylab 3 eseguire una riparazione migliore sostituendo la vela con una protezione contro i raggi solari più efficiente. Per allenarsi all'esecuzione di questo lavoro in uno stato di assenza di forza di gravità, i relativi movimenti e procedimenti vennero ripetutamente eseguiti lavorando sott'acqua in un'apposita vasca.

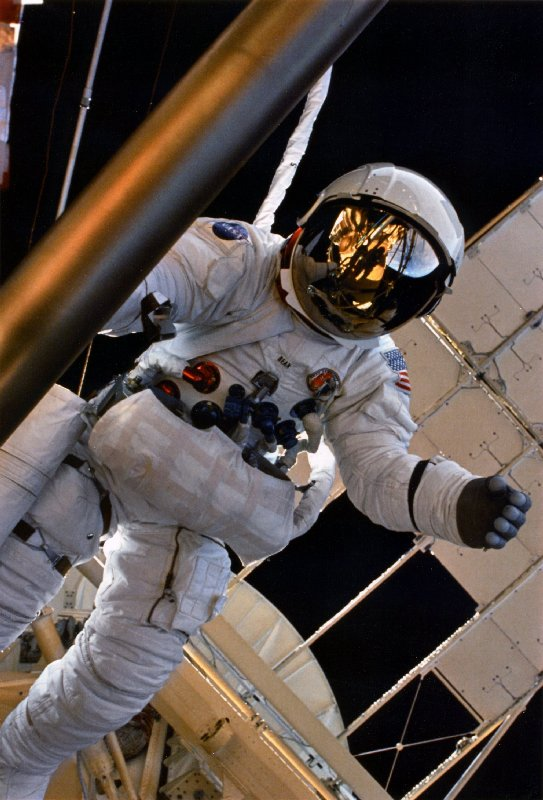
Alan Bean durante un'EVA

## La missione
Skylab 3 venne lanciato il 28 luglio 1973 e solo pochi minuti dopo raggiunse la traiettoria d'orbita intorno alla Terra. Dopo circa otto ore di volo venne raggiunta la stazione spaziale che era rimasta per circa un mese priva di equipaggio.
Durante i primi giorni della missione, i tre astronauti soffrirono della cosiddetta  malattia dello spazio cioè un malessere degli astronauti con sintomi simili al mal di mare. Questo fatto stupì i medici dato che, secondo i risultati delle analisi di pre-missione, nessuno degli astronauti si era dimostrato come particolarmente sensibile per tale malattia. Già in occasione di precedenti missioni del programma Apollo si constatò che singoli astronauti soffrirono di questo malessere, ma fu la prima volta che l'equipaggio completo accusò questi problemi. Durante la prima fase della missione, l'equipaggio dello Skylab 3 era in ritardo di una giornata intera nei confronti dei piani di volo. Con il migliorare dello stato di salute comunque, gli astronauti furono in grado di recuperare ben presto completamente tali ritardi.
Il 2 agosto dovette essere constatato un problema con gli ugelli di pilotaggio della capsula dell'Apollo. Già durante la prima giornata di missione, uno dei quattro ugelli di pilotaggio aveva completamente smesso di funzionare. Ora dovette essere constatato un malfunzionamento di un secondo ugello. Si era certi di essere in grado di fare ritorno verso la Terra anche con due soli ugelli funzionanti, però non fu chiaro se il malfunzionamento era dovuto ad una causa comune. Pertanto si temeva che lo stesso potesse intervenire per gli ugelli ancora intatti. Per questo motivo e particolarmente per essere pronti a reagire in caso si verificasse quanto temuto, iniziarono a Cape Canaveral degli accorgimenti e delle preparazioni per un eventuale volo di soccorso. Già negli anni precedenti erano infatti stati elaborati dei piani d'intervento per l'esecuzione di una tale missione di soccorso.
Durante il volo di soccorso chiamato Skylab Rescue si sarebbe dovuta modificare una capsula spaziale dell'Apollo in una maniera tale da creare lo spazio non per i soliti tre astronauti, bensì per un equipaggio composto da cinque membri. Una capsula spaziale dell'Apollo nonché un razzo vettore Saturn IB erano già pronti per lo Skylab 4 come pure una seconda capsula spaziale ed il relativo razzo per il programma Apollo-Sojuz. Fu programmato, che due componenti dell'equipaggio di riserva, cioè gli astronauti Vance Brand e Don Lind sarebbero volati con questa capsula spaziale Apollo modificata verso lo Skylab per agganciarsi al secondo congegno d'attacco presente sulla stazione spaziale. Così i tre astronauti avrebbero potuto lasciare il laboratorio spaziale e far ritorno verso la Terra. A seconda del momento della situazione d'emergenza, si considerava un periodo di preparazione dell'eventuale missione di soccorso da un minimo di 10 giorni entro il limite massimo di 45 giorni. Nel caso qui descritto sarebbe stato possibile inviare la capsula spaziale dell'Apollo al più presto all'inizio del mese di settembre.
Se non fosse stato preventivamente prevista la suddetta possibilità, si sarebbe dovuto immediatamente interrompere la missione costringendo gli astronauti all'anticipato rientro a terra. In questo caso però il tempo non stringeva e pertanto si poté analizzare accuratamente il problema. Ben presto fu chiaro che i malfunzionamenti non dipendevano reciprocamente e pertanto non si rese necessario interrompere la missione dello Skylab 3.
Il 6 agosto gli astronauti Garriott e Lousma eseguirono un'attività extraveicolare per eseguire un montaggio di una vela solare, cambiare le pellicole della telecamera di osservazione solare nonché di eseguire tre esperimenti di carattere scientifico. Rimasero per 6 ore e 31 minuti all'esterno del laboratorio spaziale. Ulteriori due attività extraveicolari vennero eseguite il 24 agosto (nuovamente da Garriott e Lousma) nonché il 22 settembre (da Garriott e Bean).
All'inizio della missione, a causa del malessere degli astronauti, l'equipaggio si trovava in notevole ritardo sul piano di volo per ciò che riguardava l'esecuzione dei vari esperimenti. Con il miglioramento della salute degli astronauti tale ritardo venne ben presto colmato, tanto che l'equipaggio fu in grado di assumere un notevole carico di lavoro. Alla fine della missione infatti si calcolò che gli astronauti erano stati in grado di raggiungere il 150% di quanto sperato e programmato dai piani di volo. Ciò fu un evidente sfida nei confronti del successivo terzo equipaggio della stazione spaziale.
All'inizio del mese di settembre, il comandante Bean, fece richiesta di prolungare la permanenza dello spazio di un'ulteriore settimana. Il centro di controllo non accolse la stessa dato che i medici di volo insistettero ad avere ulteriori esami sull'influenza dell'assenza di forza di gravità sullo stato di salute prima di acconsentire una tale permanenza prolungata. Un secondo motivo per cui la richiesta non poté essere accolta fu che le riserve alimentari e di materiale fotografico erano quasi esaurite.
Il 25 settembre Bean, Lousma e Garriott fecero ritorno nella capsula spaziale dell'Apollo per rientrare a terra. Come in occasione dell'ultimo ritorno di una missione, la capsula completa dell'equipaggio, venne recuperata e portata a bordo della portaerei USS New Orleans.

## Importanza per il programma Skylab
Con una permanenza nello spazio di 59 giorni, i tre astronauti dello Skylab 3 avevano nuovamente battuto il relativo record. Bean, già nello spazio con Apollo 12, era diventato l'astronauta rimasto più a lungo nello spazio.
Dal punto di vista scientifico, la missione fu un pieno successo. Bean, Lousma e Garriott avevano raggiunto molto di più di quanto programmato. Infatti la possibilità di un eventuale volo di salvataggio si era dimostrata molto utile, anche se in questo caso non dovette essere effettivamente eseguito una tale azione di salvataggio. Unico punto oggetto di analisi approfondita fu la cosiddetta malattia dello spazio. Le cause per questo malessere ed i relativi effetti sulla persona infatti non erano ancora completamente chiari.

## Letteratura
I seguenti libri pubblicati dalla NASA (tutti in lingua inglese) possono essere consultati online:
- Skylab, Our First Space Station, su history.nasa.gov.
- Living and Working in Space: A History of Skylab, su history.nasa.gov.
- Skylab's Astronomy and Space Sciences, su history.nasa.gov. URL consultato il 21 dicembre 2005 (archiviato dall'url originale il 24 maggio 2011).
- A New Sun: The Solar Results from Skylab, su history.nasa.gov.
- Skylab, Classroom in Space (descrive i 25 esperimenti scientifici, progettati da studenti)

Inoltre, sulle pagine del History Office della NASA:
- Skylab: A Chronology (una cronologia), su history.nasa.gov.
- Skylab: A Guidebook (un libro d'istruzione), su history.nasa.gov.
- NASA Investigation Board Report on the Initial Flight Anomalies of Skylab 1 (relazione finale delle anomalie di volo iniziali dello Skylab 1), su history.nasa.gov.